# August Theodor Schütte
August Theodor Schütte (2. marts 1804 i Perleberg i Brandenburg – 15. januar 1889 på Bygholm) var en dansk godsejer.
Han var søn af købmand Johann Matthias Ludwig Schütte (1762-1839) og Charlotte Friederike Wilhelmine Silber (1779-1850). Han blev selv købmand, men da have samlet sig en kapital, købte han 1829 for 40.000 Rbd. hovedgården Haraldskær ved Vejle, hvilken han atter solgte 1838 for 56.000 Rbd. efter 1835 af staten for 308.000 Rbd. sølv at have købt det store gods Bygholm (og Årupgård i Nim Herred). Schütte kom dermed i besiddelse af et betydeligt jordegods, nemlig ca. 1.000 tdr. hartkorn fæstegods, og han var en interesseret landmand og dygtig administrator, som efterhånden høstede stor fordel af de stigende priser på landejendomme, eftersom han gradvist afhændede det meste af fæstegodset.
1840 købte Schütte for 168.000 Rbd. hovedgårdene Torstedlund og Nørlund i Aalborg Amt (med glasværket Conradsminde) med ca. 350 tdr. htk. bøndergods samt udstrakte skove, ni kirker mm. Også disse ejendomme administrerede Schütte med stor dygtighed og investerede i deres fremgang, bl.a. anlagde han et kalkværk og oprettede 1853 et glasværk i Aalborg baseret på brændsel fra sine store skove. Glasværket blev senere overtaget af Kastrup Glasværk. Han købte desuden i 1854 Løndal og i 1855 Korsøgård. 1857 solgte han imidlertid sine nordlige besiddelser for 625.000 Rdl., men måtte 1861 på ny overtage dem, og efter at en stor del af bøndergodset var frasolgt, skødede Schütte dem 1868 til sin svigersøn Emil Bluhme. Han erhvervede senere godset Skt. Andrä i Kärnten i Østrig.
Schütte blev gift 12. maj 1832 i Vejle med Hansine Charlotte Ammitzbøll (16. januar 1805 på Keldkær ved Vejle – 18. november 1880 på Bygholm), datter af godsejer Laurids (Lars) Ammitzbøll til Rask (1760-1837) og Gjedske Steenstrup (1768-1840). Sønnen Theodor Schütte arvede Bygholm og blev politiker.
August Theodor Schütte stiftede et antal legater i velgørende øjemed og blev i 1872 udnævnt til æresborger i Horsens. Han blev jægermester 1845, hofjægermester 1857, kammerherre 1877, Ridder af Dannebrog 1872 og Kommandør af 2. grad 1885.
Han er begravet på Hatting Kirkegård.
Der findes et maleri af Wenzel Tornøe (familieeje). Blyantstegning (ligeså). Træsnit 1880.